# Galerga gillias
Galerga gillias is een vlinder uit de familie van de dikkopjes (Hesperiidae). De soort is voor het eerst wetenschappelijk beschreven als Pamphila gillias door Paul Mabille in een publicatie uit 1878.
De soort komt voor in de bossen van Madagaskar.